# Raión de Hancavičy
Hancavičy (en bielorruso: Ганцавіцкі раён) es un raión o distrito de Bielorrusia, en la provincia (óblast) de Brest. Su capital es Hántsavichy.
Comprende una superficie de 1710 km².

## Demografía
Según estimación de 2010, contaba con una población total de 31170 habitantes.

## Subdivisiones
Comprende la ciudad subdistrital de Hántsavichy (la capital) y los siguientes 8 consejos rurales:
- Aharévichy
- Dzianískavichy
- Liubáshava
- Liúsina
- Málkavichy
- Nach
- Jatýnichy
- Chudzin